# Freiungspitzen
Freiungspitzen är ett berg i Österrike.   Det ligger i distriktet Innsbruck-Land och förbundslandet Tyrolen, i den västra delen av landet, 400 km väster om huvudstaden Wien. Toppen på Freiing Spitze är 2 332 meter över havet.
Närmaste större samhälle är Innsbruck, 12,4 km sydost om Freiing Spitze. 